# 프랑수아 마르티
가브리엘 오귀스트 프랑수아 마르티(프랑스어: Gabriel Auguste François Marty, 1904년 5월 18일 - 1994년 2월 16일)는 프랑스 가톨릭교회의 추기경이자 파리 대교구장이다.
농부 집안에서 태어났으며, 세례명으로 가브리엘이라는 이름을 받았다. 로데스 가톨릭 신학교와 툴루즈 가톨릭 학회에서 공부하였으며, 1930년 6월 28일 로데스에서 사제 서품을 받았다. 1930년부터 1951년까지 로데스 교구에서 사목하였으며, 1952년 로데스 교구의 총대리가 되었다.

## 주교
교황 비오 12세는 프랑수아 마르티를 1952년 1월 1일 생플루의 교구장 주교로 임명하였다. 그는 나중에 에메사의 명의대주교 및 랭스의 부교구장 대주교로 승품되었다. 1960년 5월 9일 랭스 대교구장직을 승계받았다. 랭스 대교구장 주교 시절에 그는 제2차 바티칸 공의회에 참석하였다. 1966년 5월 31일 프랑스 가톨릭 주교회의 부의장으로 선출되었으며, 1969년 5월 26일에는 의장으로 선출되어 1975년 10월 24일까지 역임하였다. 1968년 5월 26일에는 파리 대교구장으로 임명되었다.

## 추기경
프랑수아 마르티는 1969년 4월 28일 산 루이지 데이 프란체시 성당의 사제급 추기경으로 서임되었다. 추기경이 된 그는 교황 요한 바오로 1세와 요한 바오로 2세가 선출된 콘클라베에 두 번 참여하였다. 프랑수아 마르티는 1981년 1월 31일까지 파리 대교구를 사목하였다. 1984년 80세가 넘은 교회법에 따라 자동으로 콘클라베에 참여할 권한을 상실하였다. 1994년 1월 16일 차량과 열차의 충돌 사고로 선종하였다.